# Estrada de Ferro Recife ao São Francisco

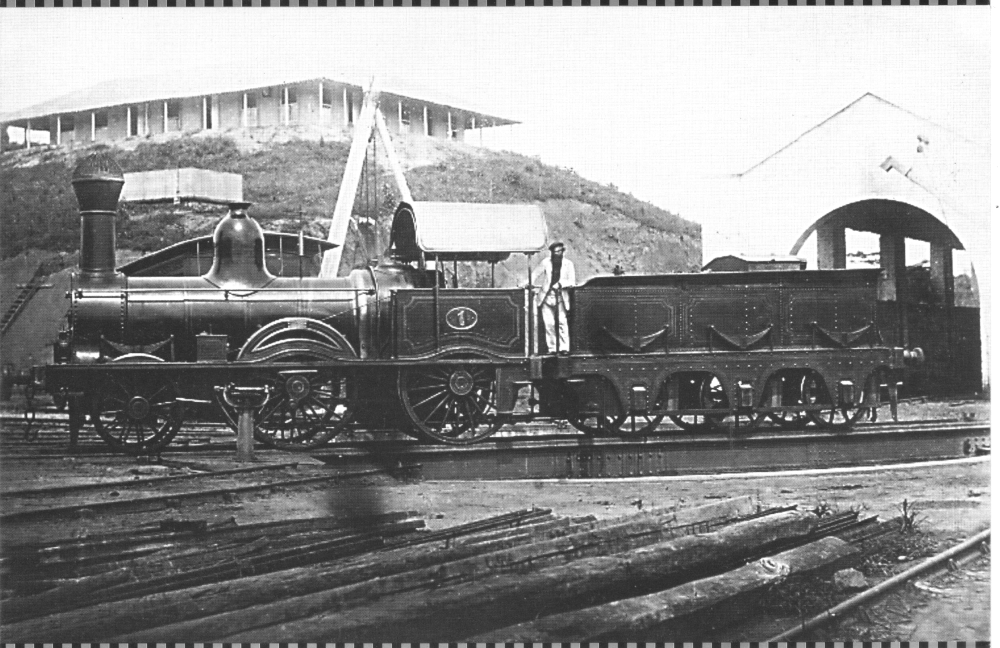
Locomotiva nº1 da Recife and São Francisco Railway Company 1858.

 A Estrada Ferro Recife ao São Francisco (EFRSF) ou Recife and São Francisco Railway Company foi uma companhia ferroviária brasileira. Inaugurada em 8 de fevereiro de 1858, foi a segunda ferrovia construída no Brasil, precedida pela Estrada de Ferro Mauá.
O trecho inicial ia de Cinco Pontas ao Cabo, no estado de Pernambuco, numa extensão de 31,5 km, em bitola larga (1,60 metro).
Em 1901, a Great Western of Brasil Railway Co., empresa inglesa, obteve a concessão da E. F. Recife ao São Francisco e da E. F. Sul de Pernambuco, em 1905 efetuou a redução da bitola para a métrica.

## História
A linha Sul, ou Recife-Maceió, é uma junção de três ferrovias: a E. F. Recife ao São Francisco, aberta entre 1858 e 1862 (foi a segunda ferrovia a ser aberta no Brasil), a E. F. Sul de Pernambuco, entre 1882 e 1894 e a E. F. Central de Alagoas, aberta em trechos entre 1871 e 1884, arrendada em 1880 à The Alagoas Railway Co. A primeira ligou Recife a Una (hoje Palmares), a segunda Una a Imperatriz (hoje União dos Palmares) e a terceira, Imperatriz a Maceió. Em 1901, a Great Western do Brasil Railway Co., empresa inglesa, ganhou a concessão das duas primeiras e, em 1903, a da última, unindo as linhas e diminuindo a bitola da primeira, em 1905, de 1.60 m para métrica. Em 1950, o Governo da União encampou a Great Western, transformando-a na Rede Ferroviária do Nordeste (RFN), que passou a ser um das subsidiárias da RFFSA em 1957 e que foi finalmente incorporada em uma de suas superintendências regionais em 1975.